# شلبة
الشِّلْبَةُ (الاسم العلمي: Sarpa salpa) هي جنس سمك يضم نوعًا واحدًا، وتتبع الفصيلة الأسبورية. تسمى هذه السمكة باسم سليمة أيضا، و سمكة الأحلام «السمكة التي تسبب الأحلام» باللغة العربية. تتميز بخطوط ذهبية تمتد على طول جسدها، وقد تسبب هذه السمكة الهلوسة لما تؤكل. تستوطن هذه الأسماك شرقي المحيط الأطلسي، ممتدة من خليج بسكاي إلى جنوب أفريقية، وأيضا في البحر الأبيض المتوسط. وكذلك شمالا في بعض الأحيان إلى بريطانيا العظمى، وهي شائعة الوجود بقرب سطح المياه ممتدة إلى عمق 70 مترا (ما يعادل 230 قدما).